# Patrick Battiston
Patrick Raymond Jean Battiston (Amnéville, 12 marzo 1957) è un ex calciatore francese, di ruolo difensore.

## Biografia
È nato in Lorena da una famiglia di emigranti veneti originari di Cinto Caomaggiore. Nel 2009 il comune veneziano ha conferito a Battiston e a Jean-Marc Furlan, anch'egli calciatore e con le medesime origini, la cittadinanza onoraria.

## Carriera

### Club
Difensore, cominciò la sua carriera nel Talange, nel 1973 si trasferì al Metz. Nel 1980 fu acquistato dal Saint-Étienne e con i verdi vinse un campionato nel 1981. Nel 1983 fu acquistato dal Bordeaux, dove vinse tre campionati (1984, 1985, 1987) e due Coppe di Francia. Giocò poi per il Monaco con cui vinse un altro campionato nel 1988 e terminò la carriera nel 1991 nel Bordeaux.

### Nazionale
Ha disputato con la maglia della Francia le fasi finali del Campionato mondiale di calcio 1978, 1982, 1986 e dell'Europeo di calcio 1984, vinto dalla nazionale francese.
Nel campionato del mondo 1982, durante la semifinale contro la Germania Ovest, ricevette un colpo in faccia da Harald Schumacher, che fu considerato involontario dall'arbitro olandese Charles Corver e quindi non punito, ma che gli ruppe alcuni denti e gli fece perdere conoscenza per diversi minuti.

## Statistiche

### Cronologia presenze e reti in nazionale
| Cronologia completa delle presenze e delle reti in nazionale ― Francia | Cronologia completa delle presenze e delle reti in nazionale ― Francia | Cronologia completa delle presenze e delle reti in nazionale ― Francia | Cronologia completa delle presenze e delle reti in nazionale ― Francia | Cronologia completa delle presenze e delle reti in nazionale ― Francia | Cronologia completa delle presenze e delle reti in nazionale ― Francia | Cronologia completa delle presenze e delle reti in nazionale ― Francia | Cronologia completa delle presenze e delle reti in nazionale ― Francia |
| Data                                                                   | Città                                                                  | In casa                                                                | Risultato                                                              | Ospiti                                                                 | Competizione                                                           | Reti                                                                   | Note                                                                   |
| ---------------------------------------------------------------------- | ---------------------------------------------------------------------- | ---------------------------------------------------------------------- | ---------------------------------------------------------------------- | ---------------------------------------------------------------------- | ---------------------------------------------------------------------- | ---------------------------------------------------------------------- | ---------------------------------------------------------------------- |
| 23-2-1977                                                              | Parigi                                                                 | Francia                                                                | 1 – 0                                                                  | Germania Ovest                                                         | Amichevole                                                             | -                                                                      |                                                                        |
| 26-6-1977                                                              | Buenos Aires                                                           | Argentina                                                              | 0 – 0                                                                  | Francia                                                                | Amichevole                                                             | -                                                                      |                                                                        |
| 8-3-1978                                                               | Parigi                                                                 | Francia                                                                | 1 – 0                                                                  | Portogallo                                                             | Amichevole                                                             | -                                                                      | 56’                                                                    |
| 1-4-1978                                                               | Parigi                                                                 | Francia                                                                | 1 – 0                                                                  | Brasile                                                                | Amichevole                                                             | -                                                                      | 61’                                                                    |
| 19-5-1978                                                              | Lilla                                                                  | Francia                                                                | 2 – 0                                                                  | Tunisia                                                                | Amichevole                                                             | -                                                                      |                                                                        |
| 6-6-1978                                                               | Buenos Aires                                                           | Argentina                                                              | 2 – 1                                                                  | Francia                                                                | Mondiali 1978 - 1º turno                                               | -                                                                      |                                                                        |
| 1-9-1978                                                               | Parigi                                                                 | Francia                                                                | 2 – 2                                                                  | Svezia                                                                 | Qual. Euro 1980                                                        | -                                                                      |                                                                        |
| 7-10-1978                                                              | Lussemburgo                                                            | Lussemburgo                                                            | 1 – 3                                                                  | Francia                                                                | Qual. Euro 1980                                                        | -                                                                      |                                                                        |
| 8-11-1978                                                              | Parigi                                                                 | Francia                                                                | 1 – 0                                                                  | Spagna                                                                 | Amichevole                                                             | -                                                                      |                                                                        |
| 25-2-1979                                                              | Parigi                                                                 | Francia                                                                | 3 – 0                                                                  | Lussemburgo                                                            | Qual. Euro 1980                                                        | -                                                                      |                                                                        |
| 2-5-1979                                                               | New York                                                               | Stati Uniti                                                            | 0 – 6                                                                  | Francia                                                                | Amichevole                                                             | -                                                                      |                                                                        |
| 5-9-1979                                                               | Stoccolma                                                              | Svezia                                                                 | 1 – 3                                                                  | Francia                                                                | Qual. Euro 1980                                                        | 1                                                                      | 80’                                                                    |
| 17-11-1979                                                             | Parigi                                                                 | Francia                                                                | 2 – 1                                                                  | Cecoslovacchia                                                         | Qual. Euro 1980                                                        | -                                                                      |                                                                        |
| 27-2-1980                                                              | Parigi                                                                 | Francia                                                                | 5 – 1                                                                  | Grecia                                                                 | Amichevole                                                             | -                                                                      |                                                                        |
| 11-10-1980                                                             | Limassol                                                               | Cipro                                                                  | 0 – 7                                                                  | Francia                                                                | Qual. Mondiali 1982                                                    | -                                                                      |                                                                        |
| 28-10-1980                                                             | Parigi                                                                 | Francia                                                                | 2 – 0                                                                  | Irlanda                                                                | Qual. Mondiali 1982                                                    | -                                                                      |                                                                        |
| 23-2-1982                                                              | Parigi                                                                 | Francia                                                                | 2 – 0                                                                  | Italia                                                                 | Amichevole                                                             | -                                                                      | 46’                                                                    |
| 24-3-1982                                                              | Parigi                                                                 | Francia                                                                | 4 – 0                                                                  | Irlanda del Nord                                                       | Amichevole                                                             | -                                                                      | 68’                                                                    |
| 2-6-1982                                                               | Tolosa                                                                 | Francia                                                                | 0 – 1                                                                  | Galles                                                                 | Amichevole                                                             | -                                                                      |                                                                        |
| 16-6-1982                                                              | Bilbao                                                                 | Inghilterra                                                            | 3 – 1                                                                  | Francia                                                                | Mondiali 1982 - 1º turno                                               | -                                                                      |                                                                        |
| 28-6-1982                                                              | Madrid                                                                 | Francia                                                                | 1 – 0                                                                  | Austria                                                                | Mondiali 1982 - 2º turno                                               | -                                                                      |                                                                        |
| 8-7-1982                                                               | Siviglia                                                               | Germania Ovest                                                         | 3 – 3 dts (5 – 4 dtr)                                                  | Francia                                                                | Mondiali 1982 - Semifinale                                             | -                                                                      | 52’ 62’                                                                |
| 10-11-1982                                                             | Rotterdam                                                              | Paesi Bassi                                                            | 1 – 2                                                                  | Francia                                                                | Amichevole                                                             | 1                                                                      |                                                                        |
| 16-2-1983                                                              | Guimarães                                                              | Portogallo                                                             | 0 – 3                                                                  | Francia                                                                | Amichevole                                                             | -                                                                      |                                                                        |
| 23-3-1983                                                              | Parigi                                                                 | Francia                                                                | 1 – 1                                                                  | Unione Sovietica                                                       | Amichevole                                                             | -                                                                      |                                                                        |
| 31-5-1983                                                              | Lussemburgo                                                            | Belgio                                                                 | 1 – 1                                                                  | Francia                                                                | Amichevole                                                             | -                                                                      |                                                                        |
| 7-9-1983                                                               | Copenaghen                                                             | Danimarca                                                              | 3 – 1                                                                  | Francia                                                                | Amichevole                                                             | -                                                                      |                                                                        |
| 29-2-1984                                                              | Parigi                                                                 | Francia                                                                | 2 – 0                                                                  | Inghilterra                                                            | Amichevole                                                             | -                                                                      | 72’                                                                    |
| 28-3-1984                                                              | Bordeaux                                                               | Francia                                                                | 1 – 0                                                                  | Austria                                                                | Amichevole                                                             | -                                                                      |                                                                        |
| 18-4-1984                                                              | Strasburgo                                                             | Francia                                                                | 1 – 0                                                                  | Germania Ovest                                                         | Amichevole                                                             | -                                                                      |                                                                        |
| 1-6-1984                                                               | Marsiglia                                                              | Francia                                                                | 2 – 0                                                                  | Scozia                                                                 | Amichevole                                                             | -                                                                      |                                                                        |
| 12-6-1984                                                              | Parigi                                                                 | Francia                                                                | 1 – 0                                                                  | Danimarca                                                              | Euro 1984 - 1º turno                                                   | -                                                                      |                                                                        |
| 16-6-1984                                                              | Nantes                                                                 | Francia                                                                | 5 – 0                                                                  | Belgio                                                                 | Euro 1984 - 1º turno                                                   | -                                                                      |                                                                        |
| 19-6-1984                                                              | Saint-Étienne                                                          | Francia                                                                | 3 – 2                                                                  | Jugoslavia                                                             | Euro 1984 - 1º turno                                                   | -                                                                      |                                                                        |
| 23-6-1984                                                              | Marsiglia                                                              | Francia                                                                | 3 – 2 dts                                                              | Portogallo                                                             | Euro 1984 - Semifinale                                                 | -                                                                      |                                                                        |
| 27-6-1984                                                              | Parigi                                                                 | Francia                                                                | 2 – 0                                                                  | Spagna                                                                 | Euro 1984 - Finale                                                     | -                                                                      | 72’                                                                    |
| 13-10-1984                                                             | Lussemburgo                                                            | Lussemburgo                                                            | 0 – 4                                                                  | Francia                                                                | Qual. Mondiali 1986                                                    | 1                                                                      |                                                                        |
| 3-4-1985                                                               | Sarajevo                                                               | Jugoslavia                                                             | 0 – 0                                                                  | Francia                                                                | Qual. Mondiali 1986                                                    | -                                                                      |                                                                        |
| 30-10-1985                                                             | Parigi                                                                 | Francia                                                                | 6 – 0                                                                  | Lussemburgo                                                            | Qual. Mondiali 1986                                                    | -                                                                      |                                                                        |
| 16-11-1985                                                             | Parigi                                                                 | Francia                                                                | 2 – 0                                                                  | Jugoslavia                                                             | Qual. Mondiali 1986                                                    | -                                                                      |                                                                        |
| 26-2-1986                                                              | Parigi                                                                 | Francia                                                                | 0 – 0                                                                  | Irlanda del Nord                                                       | Amichevole                                                             | -                                                                      |                                                                        |
| 26-3-1986                                                              | Parigi                                                                 | Francia                                                                | 2 – 0                                                                  | Argentina                                                              | Amichevole                                                             | -                                                                      | 60’                                                                    |
| 1-6-1986                                                               | León                                                                   | Canada                                                                 | 0 – 1                                                                  | Francia                                                                | Mondiali 1986 - 1º turno                                               | -                                                                      |                                                                        |
| 5-6-1986                                                               | León                                                                   | Francia                                                                | 1 – 1                                                                  | Unione Sovietica                                                       | Mondiali 1986 - 1º turno                                               | -                                                                      |                                                                        |
| 9-6-1986                                                               | León                                                                   | Ungheria                                                               | 0 – 3                                                                  | Francia                                                                | Mondiali 1986 - 1º turno                                               | -                                                                      |                                                                        |
| 17-6-1986                                                              | Città del Messico                                                      | Italia                                                                 | 0 – 2                                                                  | Francia                                                                | Mondiali 1986 - Ottavi di finale                                       | -                                                                      |                                                                        |
| 21-6-1986                                                              | Guadalajara                                                            | Brasile                                                                | 1 – 1 dts (3 – 4 dtr)                                                  | Francia                                                                | Mondiali 1986 - Quarti di finale                                       | -                                                                      |                                                                        |
| 25-6-1986                                                              | Guadalajara                                                            | Francia                                                                | 0 – 2                                                                  | Germania Ovest                                                         | Mondiali 1986 - Semifinale                                             | -                                                                      |                                                                        |
| 28-6-1986                                                              | Puebla de Zaragoza                                                     | Belgio                                                                 | 2 – 4                                                                  | Francia                                                                | Mondiali 1986 - Finale 3º posto                                        | -                                                                      | cap.                                                                   |
| 19-8-1986                                                              | Losanna                                                                | Svizzera                                                               | 2 – 0                                                                  | Francia                                                                | Amichevole                                                             | -                                                                      | cap.                                                                   |
| 10-9-1986                                                              | Reykjavík                                                              | Islanda                                                                | 0 – 0                                                                  | Francia                                                                | Qual. Euro 1988                                                        | -                                                                      | cap.                                                                   |
| 19-11-1986                                                             | Lipsia                                                                 | Germania Est                                                           | 0 – 0                                                                  | Francia                                                                | Qual. Euro 1988                                                        | -                                                                      |                                                                        |
| 12-8-1987                                                              | Berlino                                                                | Germania Ovest                                                         | 2 – 1                                                                  | Francia                                                                | Amichevole                                                             | -                                                                      | cap.                                                                   |
| 7-2-1989                                                               | Dublino                                                                | Irlanda                                                                | 0 – 0                                                                  | Francia                                                                | Amichevole                                                             | -                                                                      |                                                                        |
| 8-3-1989                                                               | Glasgow                                                                | Scozia                                                                 | 2 – 0                                                                  | Francia                                                                | Qual. Mondiali 1990                                                    | -                                                                      |                                                                        |
| 29-4-1989                                                              | Parigi                                                                 | Francia                                                                | 0 – 0                                                                  | Jugoslavia                                                             | Qual. Mondiali 1990                                                    | -                                                                      |                                                                        |
| Totale                                                                 |                                                                        | Presenze                                                               | 56                                                                     |                                                                        | Reti                                                                   | 3                                                                      |                                                                        |

## Palmarès

### Club
- Campionato francese: 5

Saint-Étienne: 1980-1981
Bordeaux: 1983-1984, 1984-1985, 1986-1987
Monaco: 1987-1988
- Coppa di Francia: 2

Bordeaux: 1985-1986, 1986-1987
- Supercoppa francese: 1

Bordeaux: 1986

### Nazionale
- Campionato d'Europa: 1

Francia: 1984